# Charles Smith (pallanuotista)
Charles Sydney Smith (Wigan, 26 gennaio 1879 – Southport, 6 aprile 1951) è stato un pallanuotista britannico, vincitore di tre medaglie d'oro alle olimpiadi di Londra 1908, Stoccolma 1912 e Anversa 1920.